# Dion-Olimp
Dion-Olimp (gr. Δήμος Δίου-Ολύμπου, Dimos Diu-Olimbu) – gmina w Grecji, w administracji zdecentralizowanej Macedonia-Tracja, w regionie Macedonia Środkowa, w jednostce regionalnej Pieria. W 2011 roku liczyła 25 668 mieszkańców. Powstała 1 stycznia 2011 roku w wyniku połączenia dotychczasowych gmin: Anatolikos Olimbos, Dion i Litochoro. Siedzibą gminy jest Litochoro, a siedzibą historyczną jest Dion.